# Dafne Schippers
Dafne Schippers (Utrecht, 1992. június 15. –) holland atlétanő, olimpikon, világbajnok futó. Hétpróbában kezdte a karrierjét, majd rövidtávfutó lett.
Kilencéves korától sportoló. 100 és 200 méteren is Európa-bajnoki aranyérmes. Korábban hosszabb távokon indult, de egy sérülés miatt áttért a 100 és 200 méteres távokra, ahol sokkal eredményesebb lett.
A 2012-es atlétikai Európa-bajnokságon 4 × 100 méteren ezüstérmes volt. 2014-ben Európa-bajnok lett 100 méteren A 2015-ös atlétikai világbajnokságon 100 méteren ezüst-, 200-on Európa-csúccsal (21,63) aranyérmet szerzett. A riói olimpián a dobogó második fokára állhatott 200 méteren. Ezután sérülései miatt visszaesett. 2023 szeptemberében bejelentett, hogy befejezi atléta pályafutását.